# Outjo
Outjo is een plaats en gemeente in de regio Kunene in Namibië. De gemeente telde in 2011 12.400 inwoners. De plaats is vooral bekend als belangrijkste toeganspoort naar het Etosha Nationaal Park.

## Toponymie
De naam Outjo betekent "kleine heuvels" in het Herero.

## Ligging
Outjo ligt ten zuiden van de oostelijke uitlopers van het Fransfonteinbergen in het oosten van de regio Kunene. Verder ligt het aan de secundaire weg C39, die uitkomt op de B1, de hoofdweg naar Windhoek.

## Samenwerkingsverband
Outjo heeft een samenwerkingsverband met:
- Maarssen (Nederland)[2]